# Lauda-Königshofen
Lauda-Königshofen is een plaats in de Duitse deelstaat Baden-Württemberg, gelegen in het Main-Tauber-Kreis. De stad telt 14.473 inwoners.
Het stadsdeel Sachsenflur is de geboorteplaats van de Duitse componist Johann Rudolf Zumsteeg (1760 - 1802)

## Geografie
Lauda-Königshofen heeft een oppervlakte van 94,47 km² en ligt in het zuidwesten van Duitsland.
Tot het grondgebied van Lauda-Königshofen horen ook de volgende plaatsen:
- Beckstein
- Deubach
- Gerlachsheim
- Heckfeld
- Marbach
- Messelhausen
- Oberbalbach
- Oberlauda
- Sachsenflur
- Unterbalbach

Ahorn ·
Assamstadt ·
Bad Mergentheim ·
Boxberg ·
Creglingen ·
Freudenberg ·
Großrinderfeld ·
Grünsfeld ·
Igersheim ·
Königheim ·
Külsheim ·
Lauda-Königshofen ·
Niederstetten ·
Tauberbischofsheim ·
Weikersheim ·
Werbach ·
Wertheim ·
Wittighausen